# Monastère de Lešok
Le monastère de Lešok (en macédonien : Лешочки манастир, Lešočki manastir) est un monastère orthodoxe situé dans la municipalité de Tearce, en Macédoine du Nord. Il se trouve près du village de Lešok, sur les contreforts sud des monts Šar et à 8 kilomètres de Tetovo. Il a été fondé au XIVe siècle et compte deux églises, dédiées à Saint-Athanase et à la Sainte-Mère-de-Dieu. Elles sont décorées de fresques, et celles-ci comptent trois couches différentes, réalisées lors de la construction, puis au XVIIe siècle et enfin en 1879. 
Le monastère est mentionné pour la première fois en 1326 et il est détruit par des janissaires en 1710 avant d'être restauré par Kiril Pejčinoviḱ, figure littéraire et religieuse de Macédoine, au début du XIXe siècle. La tombe de Pejčinoviḱ est par ailleurs encore présente dans le jardin monacal et les moines accueillent tous les ans une rencontre internationale de traducteurs littéraires en son hommage. 
Le monastère a été gravement endommagé par des insurgés albanais lors du conflit de 2001 en Macédoine, mais il a été entièrement restauré depuis.

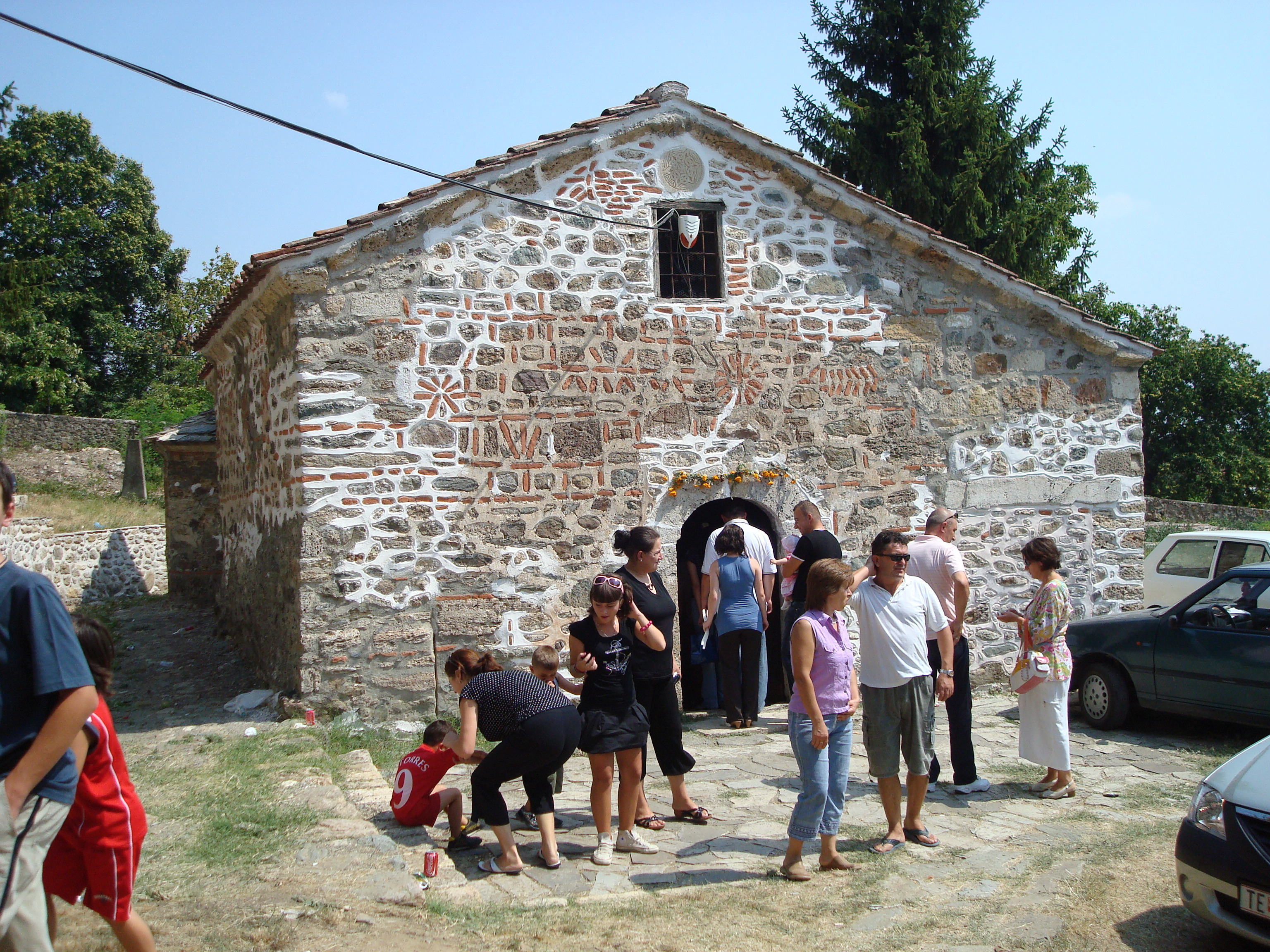
L'église de la Sainte-Mère-de-Dieu.
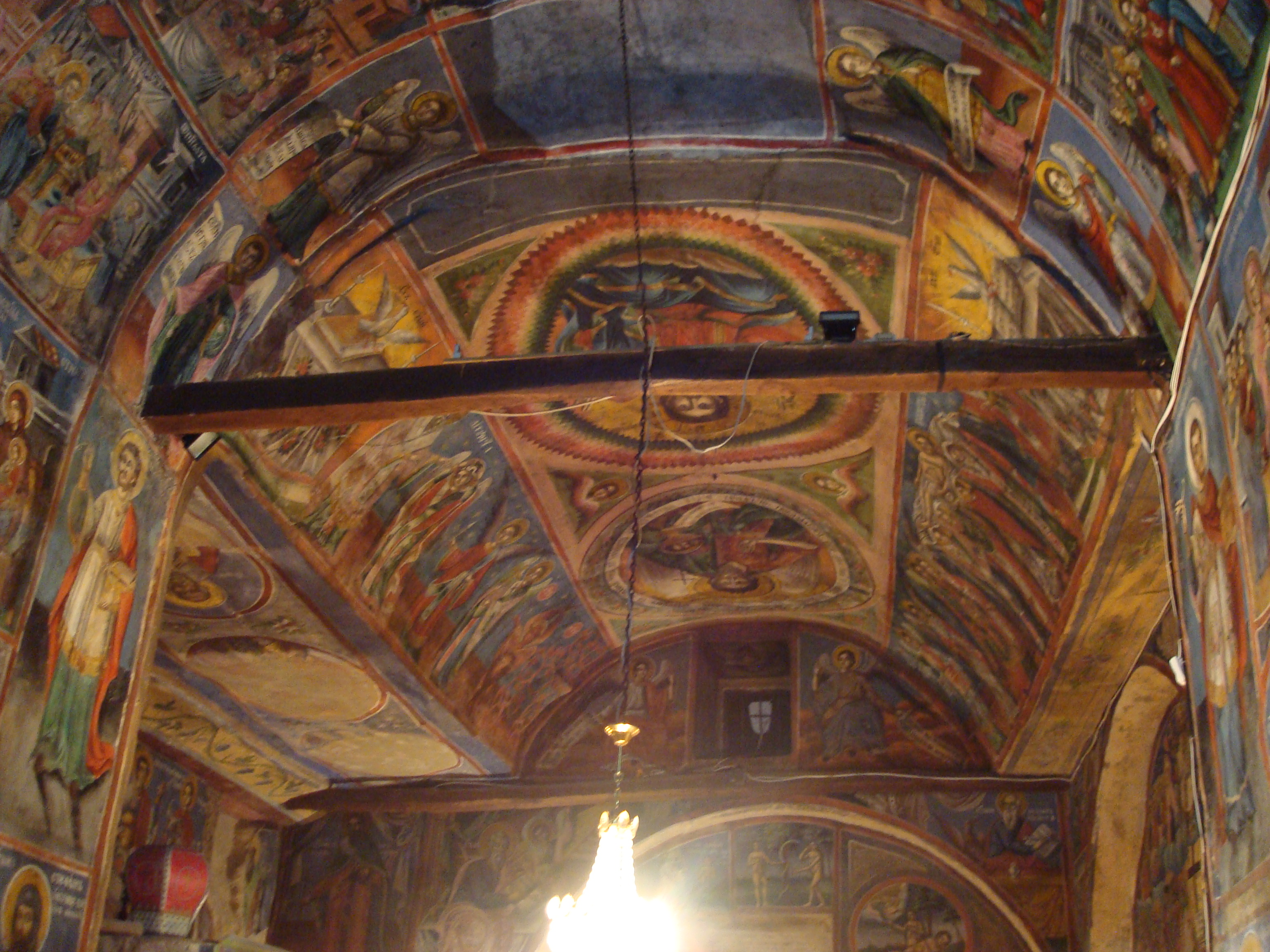
Les fresques de l'église.
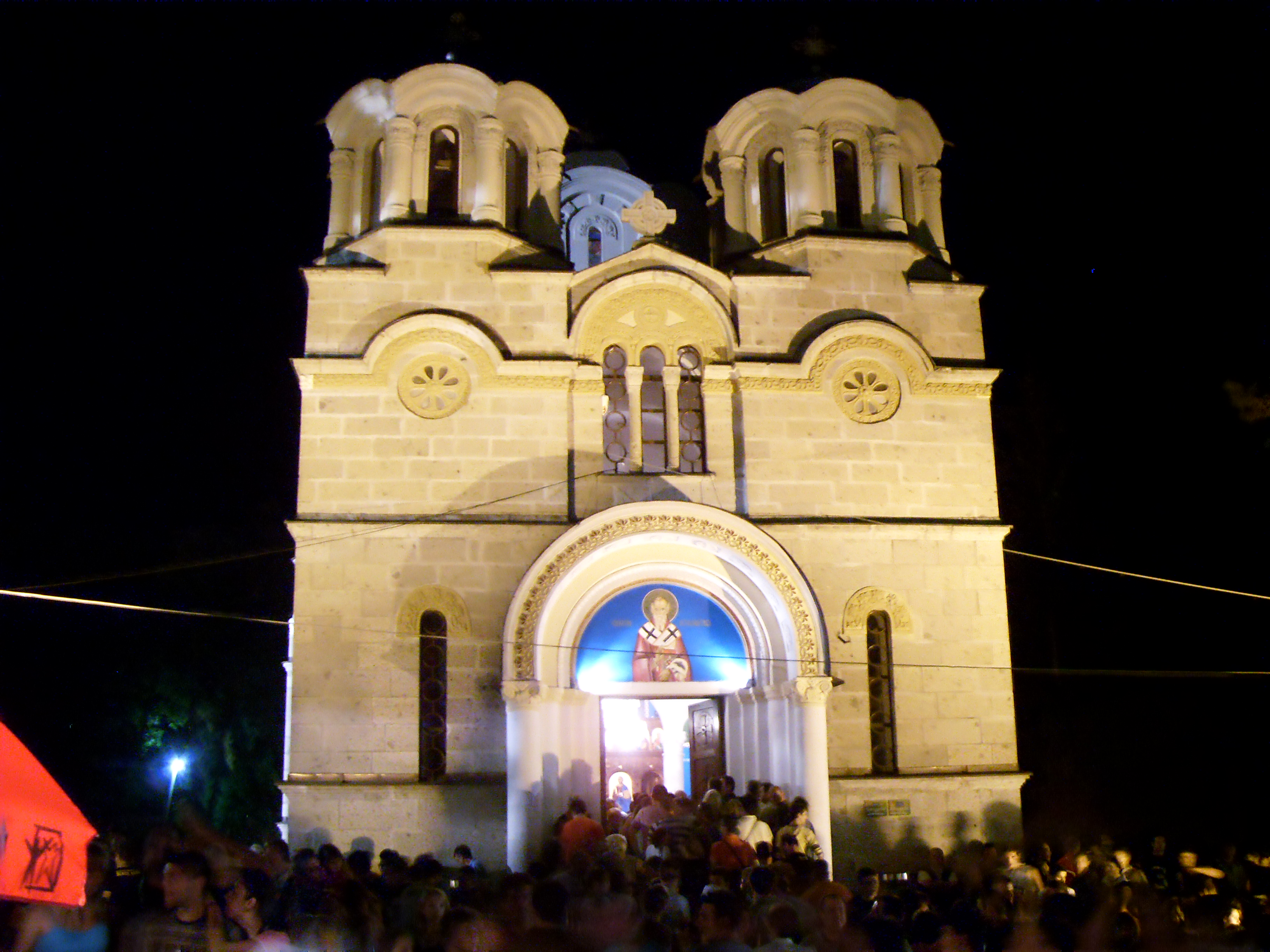
L'église Saint-Athanase.
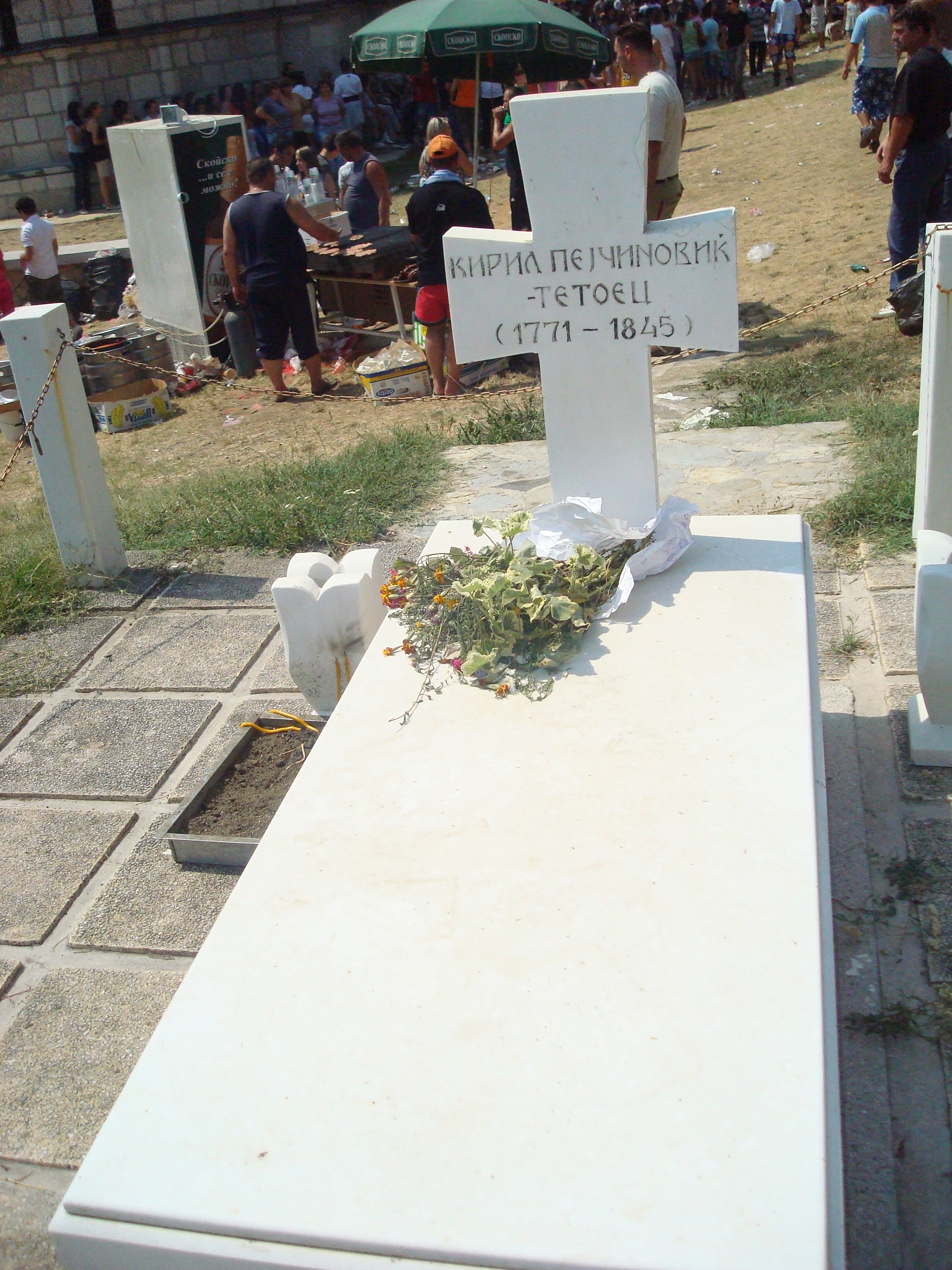
La tombe de Kiril Pejčinoviḱ.